# Daniel Gélin
Daniel Yves Alfred Gélin (Angers, Maine-et-Loire megye, 1921. május 19. – Párizs, 2002. november 29.) francia színpadi és filmszínész, színházrendező. Hat évtizedet átfogó pályafutása során 170-nél több filmben szerepelt.

## Élete

### Származása
A Maine folyó menti Angers-ben született. Szülei Alfred Ernest Joseph Gélin és felesége, született Yvonne Méner.
Tízéves volt, amikor szüleivel Saint-Malo kikötővárosba költözött. Az itteni középiskolában tanult, míg ki nem tették „garázda viselkedés” miatt. APja szerzett neki bolti eladói munkát. 1938-ban a fiú végignézhette Marc Allégret Színészbejáró című krimifilmjének forgatását, a kor sztárjaival, Louis Jouvet-val, Claude Dauphinnel és Odette Joyeux-vel. Kedvet kapott a színjátszáshoz, és elutazott Párizsba, hogy színésznek tanuljon. Először René Simon párizsi színiiskolájába (Cours Simon) járt, majd beiratkozott a Conservatoire national supérieur d’art dramatique színművészeti főiskolára. Itt személyesen találkozott Louis Jouvet-val, akinek hatására színházi színészi pályára szánta el magát.

### Színészi pályája

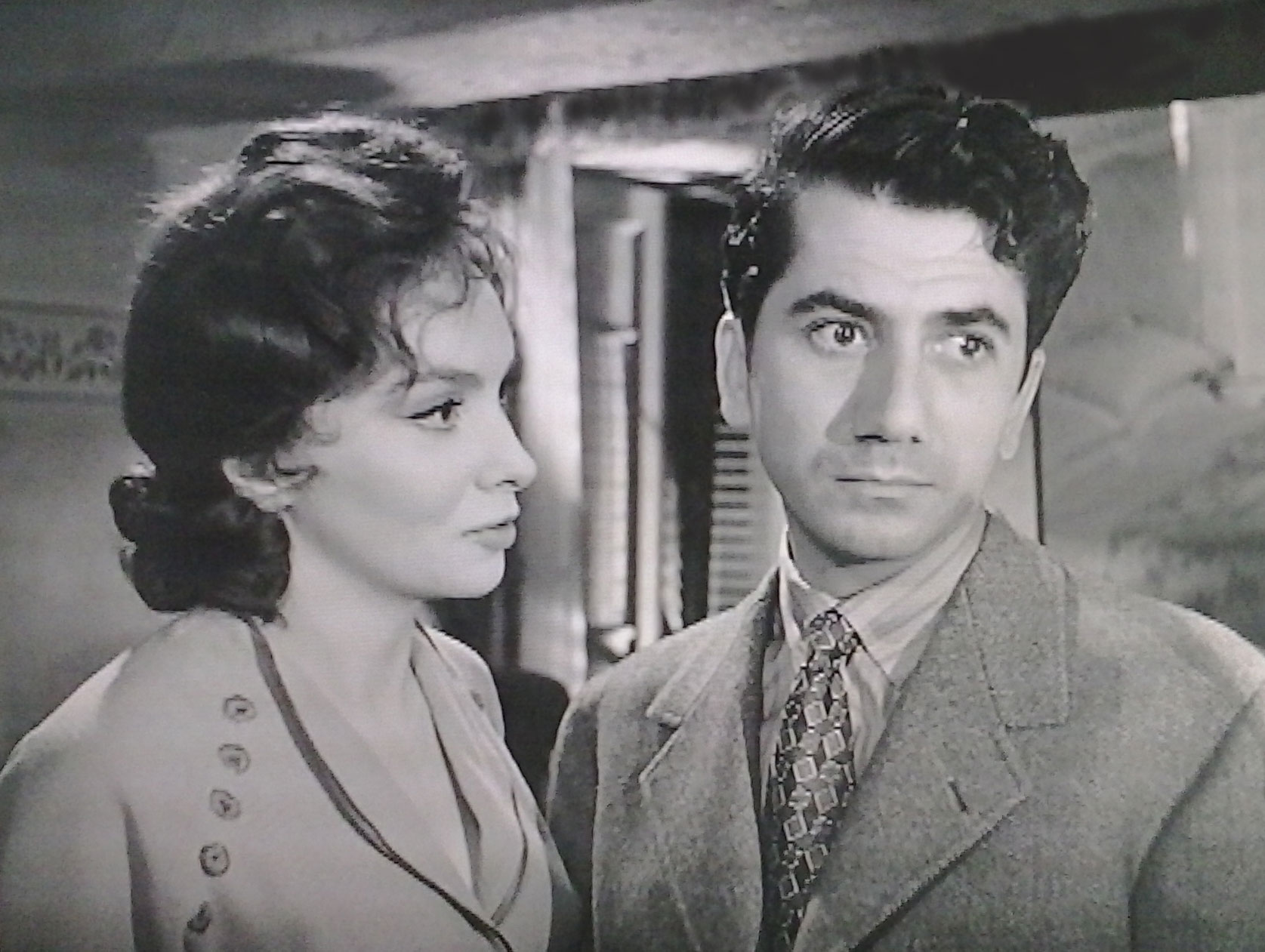
A Luigi Zampa által rendezett A római lány-ban, Gina Lollobrigidával (1954)

Első filmszerepét az 1940-as Miquette című filmvígjátékban játszotta. Több éven át statisztaként és kis szerepekben dolgozott, francia filmekben. Klasszikus színművészeti tanulmányainak és színjátszó tehetségének köszönhetően egyaránt helytállt a színpadon és filmekben is. 1946-ban Georges Lacombe Halálos ölelés (Martin Roumagnac) című romantikus filmdrámájában kollégiumi felügyelőt játszott, Jean Gabin és Marlene Dietrich társaságában. Nemzetközi ismertséget szerzett Max Ophüls német rendező Körbe-körbe (Reigen) című 1950-es filmdrámájában, ahol egy tragikus sorsú fiatalembert alakított, aki egy érett nőt imád reménytelenül. A filmben Simone Signoret-val és Gérard Philipe-pel játszott együtt.

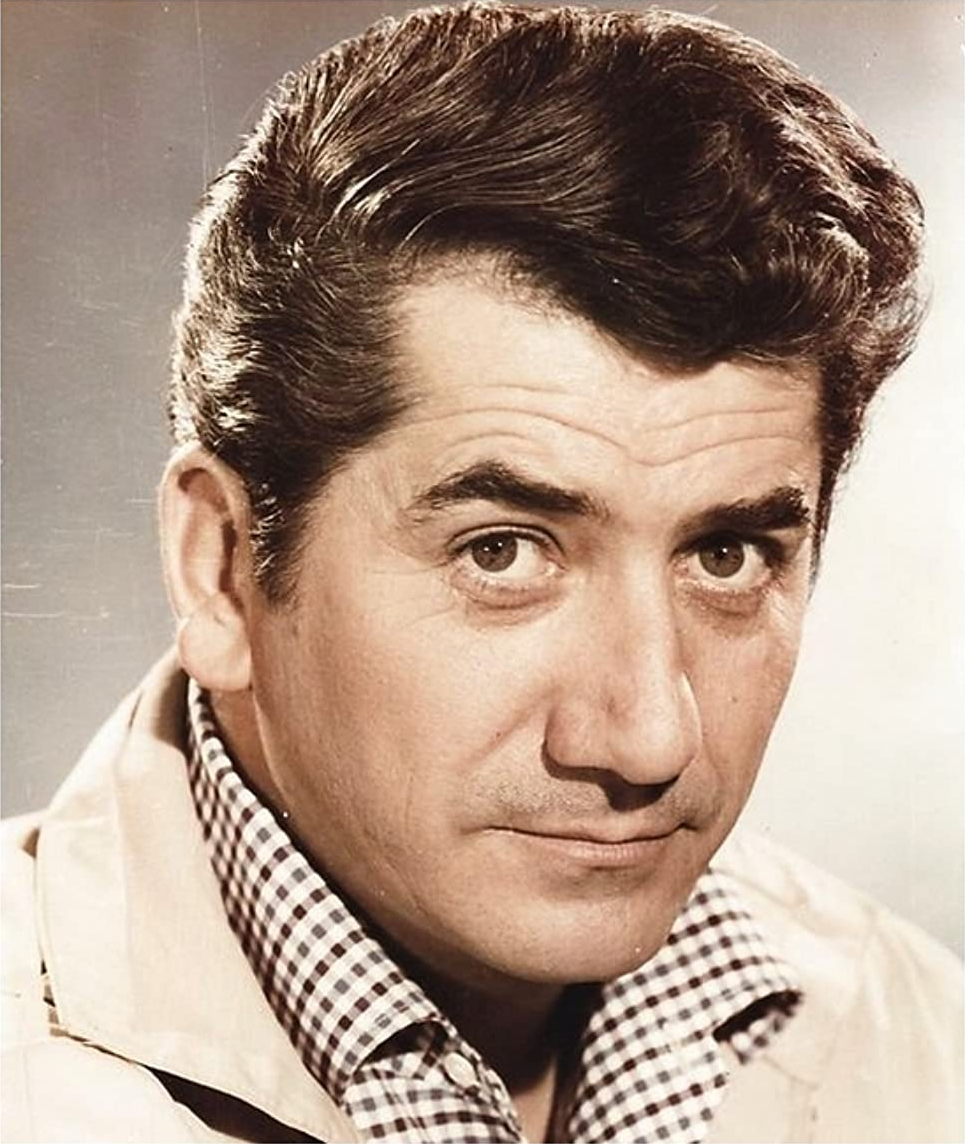
A Három lány Párizsban c. filmben (1963)

Az 1950-es években sorra kapta (főleg francia) filmek főszerepeit, minden műfajban helytállt, a romantikus történetekben éppúgy, mint krimikben és fajsúlyos filmdrámákban. 1953-ban saját forgatókönyve alapján megrendezte a Les dents longues („Hosszú fogak”) című romantikus filmdrámát, melynek főszerepeit ő maga és első felesége, Danièle Delorme játszotta. Gélin egy becsvágyó, törtető újságírót alakít, akinek választania kell a szerelem és a karrier között. Több nemzetközi filmben is játszott kisebb-nagyobb szerepet: emlékezeteset alakít Alfred Hitchcock 1956-os amerikai krimi-kémfilmjében, Az ember, aki túl sokat tudott-ban, itt egy francia ügynököt játszik, akit a marrákesi piactéren leszúrnak. Nagyszámú filmes alakítása mellett rendszeresen visszatért a színpadi munkához is, nemcsak színészként, hanem színházrendezőként is dolgozott. Gérard Philipe és Yves Montand mellett Gélin az 1950–es évek francia filmgyártásának egyik legismertebb, legtöbbet foglalkoztatott színművésze volt, bár nem vált olyan kultuszfigurává, mint két említett kollégája. Az 1960-as évek első felében, az Új hullám éveiben szereplései megritkultak, de 1965-től a Les saintes chéries tévésorozatban, Micheline Presle partnereként újra népszerűséget szerzett, 1970-től ismét sűrűn foglalkoztatták emlékezetes másodszerepekben.

### Magánélete, halála
A világháború alatt Gélin több hónapon át viszonyt folytatott a vele egyidős Simone Signoret-val, mielőtt a színésznő át nem nyergelt a húsz évvel idősebb Marcel Duhamel színész-rendezőre. Ezt követően Gélin háromszor nősült meg. Három feleségétől és házasságon kívüli egyik kapcsolatából hat gyermeke született.
1945. május 25-én Gélin feleségül vette Danièle Delorme színésznőt (eredeti nevén Gabrielle Girard-t). A korabeli francia bulvársajtó a tökéletes színészházaspár képét festette róluk. Gélinnek és Delorme-nak egy közös fia született, Xavier Gélin (1946–1999), aki színész, forgatókönyvíró és filmproducer lett.
Még Delorme-mal élt házasságban, amikor viszonyt létesített a 17 éves Marie Christine Schneider modellel, a kapcsolatból 1952-ben egy leánygyermek született, Maria Schneider.
Gélin nem ismerte el a házasságtörő viszonyból született Mariát saját gyermekeként. Néhányszor meglátogatta az újszülöttet, azután megszakította viszonyát az anyával, nem tartott velük kapcsolatot.
1954. június 23-án Delorme elvált Gélintől, aki még abban az évben, 1954. november 25-én újra megnősült. Második felesége Sylvie Hirsch modell és színésznő volt, akitől három gyermeke született: Pascal Gélin (1956–1957), aki egyévesen meghalt, Fiona (*1962) és Manuel Gélin, akik mindketten színészek lettek. 1968-ban (más adat szerint 1972. január 13-án) a szülők elváltak.
Maria 16 évesen felkereste apját, de viszonyuk rendezetlen maradt, Gélin sokáig távol tartotta Mariát saját törvényes gyermekeitől.

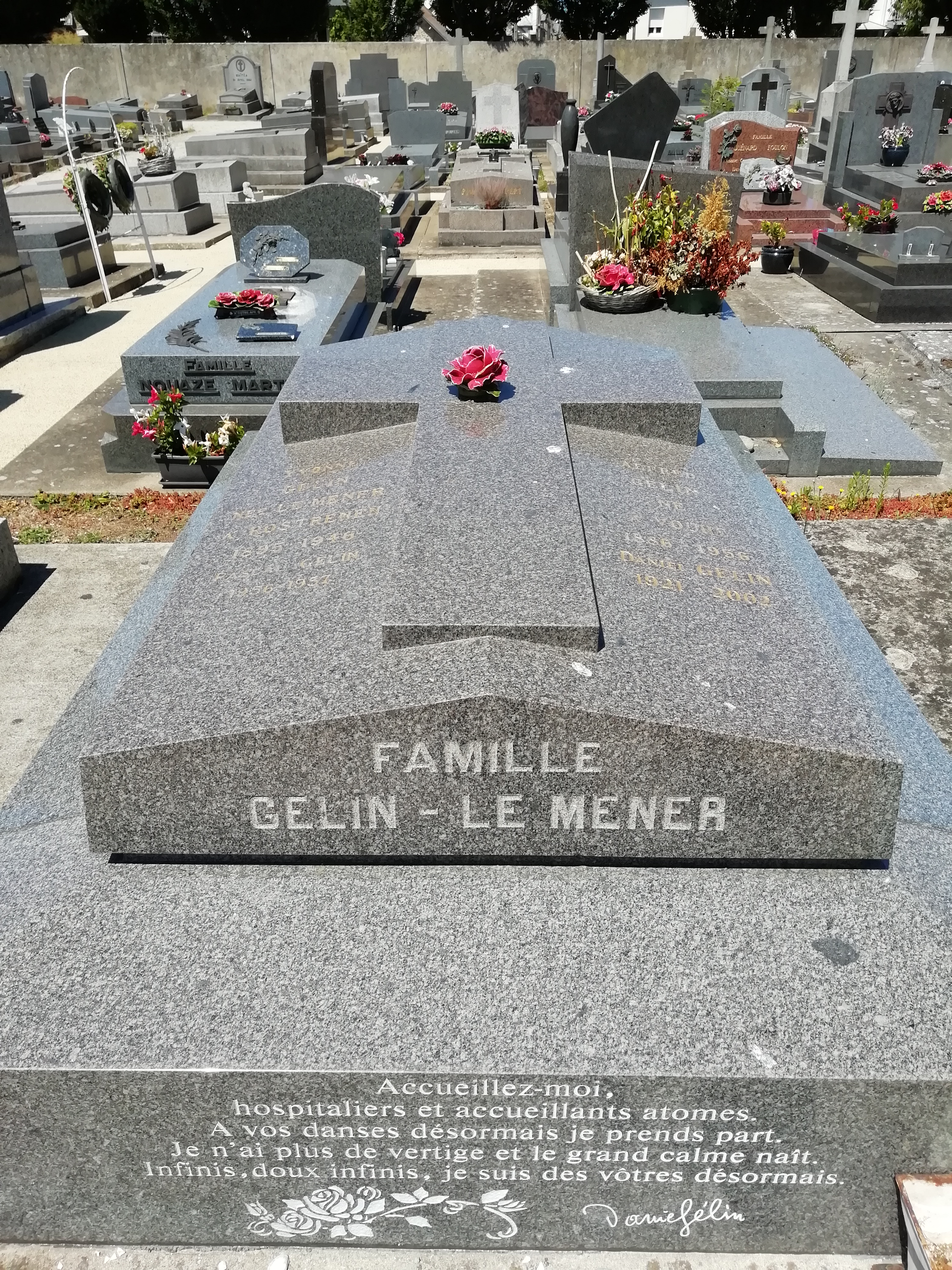
Sírja Saint-Malon-sur-Mel-ben

Gélin szoros barátságot ápolt Marlon Brandóval. Bernardo Bertolucci rendező később Gélin természetes leányát, az akkor 19 éves Maria Schneidert választotta, az Utolsó tangó Párizsban című botrányfilmjéhez. A film hírhedtté vált anális szexjelenetében a rendező titkos instrukciója szerint Brando valódi erőszakot követett el Marián, annak beleegyezése nélkül. Az elszenvedett élmény meghatározta Maria további életét és karrierjét. Nem ismert, hogy Gélin és Brando barátságát befolyásolták-e a történtek.
1973. február 10-én Gélin harmadszor is megnősült, a nála 28 évvel fiatalabb Lydie Zaksot vette feleségül, akivel Izraelben, egy askelóni nyaralóhelyen ismerkedett meg. A házasságból egy leánygyermek született, Laura Gélin. Az asszony Gélin mellett maradt haláláig, 2002-ig.
Legidősebb fia, Xavier Gélin (1946–1999) még apja életében, 1999-ben tüdőrákban elhunyt. Xavier fia, Hugo Gélin (*1980) író, rendező és filmproducer lett.
Daniel Gélin 2002-ben, 81 éves korában hunyt el. Munkásságát Jacques Chirac elnök nyilatkozatban méltatta. A bretagne-i Saint-Malon-sur-Mel község temetőjében helyezték örök nyugalomra.

## Főbb filmszerepei
Színészként
- 1940: Miquette; névtelen szerep
- 1941: Az első randevú (Premier rendez-vous); Chauveau-Laplace
- 1942: Éjféli vendég (Les inconnus dans la maison); névtelen szerep
- 1942: Őfensége bajban (Soyez les bienvenus); névtelen szerep
- 1942: A gyilkos a 21-ben lakik (L’assassin habite… au 21); névtelen szerep
- 1946: Lehull az álarc (Un ami viendra ce soir…); Pierre Ribault
- 1946: Halálos ölelés (Martin Roumagnac); kollégiumi felügyelő
- 1947: Miroir; Charles Lussac
- 1948: Le mannequin assassiné; Léopold
- 1949: Le paradis des pilotes perdus; Villeneuve főhadnagy
- 1950: Körbe-körbe (Der Reigen); az ifjú Alfred
- 1950: Dieu a besoin des hommes; Joseph le Berre
- 1951: Eduard és Caroline (Édouard et Caroline); Édouard Mortier
- 1951: Les mains sales; Hugo Barine
- 1951: Szerelmi történet (Une histoire d’amour); Jean Bompart
- 1952: Az élet örömei (Le plaisir); Jean, a festő
- 1952: Adorables créatures; André Noblet
- 1953: Les dents longues; Louis Commandeur, a törtető újságíró
- 1953: L’esclave; Michel Landa
- 1954: A Versailles-i kastély (Si Versailles m’était conté…); Jean Collinet
- 1954: La neige était sale; Frank Friedmayer
- 1954: Sang et lumières; Ricardo Garcia matador
- 1954: L’affaire Maurizius; Léonard Maurizius
- 1954: A római lány (La romana); Mino Diodati  - Lollo, Luigi Zampa
- 1955: Napóleon (Napoléon); az ifjú Napoléon Bonaparte
- 1956: Paris canaille; Antoine du Merlet
- 1956: Az ember, aki túl sokat tudott (The Man Who Knew Too Much); Louis Bernard
- 1956: Sztriptíz-kisasszony (En effeuillant la marguerite); Daniel Roy
- 1956: Bonsoir Paris; Georges Bernier / önmaga
- 1957: Trois jours à vivre; Simon Belin
- 1957: Mindennek ára van (Retour de manivelle); Robert Montillon
- 1958: La fille de Hambourg; Pierre
- 1959: Julie la rousse; Édouard Lavigne / Jean Lavigne
- 1960: Cartagine in fiamme; Phegor
- 1960: Orfeusz végrendelete (Le testament d’Orphée ou ne me demandez pas pourquoi); orvos
- 1961: La morte-saison des amours; Jacques Saint-Ford
- 1963: Vacances portugaises; Daniel
- 1963: Három lány Párizsban (Tre piger i Paris); Raymond
- 1964: Keressétek a bálványt! (Cherchez l’idole); vendég
- 1965: El niño y el muro; Günther Smith
- 1965: A hazugság hálójában (L’heure de la vérité); David
- 1965: A tökéletes bűntény (Compartiment tueurs); állatorvos
- 1965: Ólomglória (Der Fall Han van Meegeren); tévéfilm; Han van Meegeren
- 1966: Zwei Girls vom roten Stern; Ballard
- 1966: Keserű fű (Zeugin aus der Hölle); Bora Petrovic
- 1966: Hosszú az út Gibraltárig (La ligne de démarcation); Jacques Lafaye doktor
- 1966: À belles dents; Bernard
- 1966: Párizs ég? (Paris brûle-t-il?); Yves Bayet
- 1966: Soleil noir; Guy Rodier
- 1968: A legszebb hónap (Le mois le plus beau); utászkapitány
- 1968: La trêve; Arno
- 1969: Szlogen (Slogan); Evelyne apja
- 1971: Arsène Lupin; tévésorozat; Daubrecq
- 1965–1971: Les saintes chéries; tévésorozat; Pierre Lagarde
- 1971: Szívzörej (Le souffle au coeur); Charles Chevalier
- 1971: Un enfant dans la ville; tévéfilm; Gaston, a csapos
- 1972: Vaszja Zseleznova (Vassa Geleznova); tévéfilm; Prokyor
- 1973: Le double assassinat de la rue Morgue; Monsieur Dupin
- 1977: Mind a Paradicsomba kerülünk (Nous irons tous au paradis); Bastien
- 1978: L’honorable société; Max de Marcilly
- 1979: Monsieur Masure; tévéfilm; Claude Masure
- 1982: Guy de Maupassant; Gustave
- 1982: A postakocsi (La nuit de Varennes); De Wendel
- 1982: Maigret felügyelő nyomoz (Les enquêtes du commissaire Maigret); „Maigret és a hajléktalan” c. epizód; François Keller
- 1985: A gyermekek (Les enfants); Enrico
- 1986: Világautó (Killing Cars); Kellermann
- 1986: A titkos fiók (Le tiroir secret); tévé-minisorozat; Jean-Pierre Jolivet
- 1988: Az élet egy hosszú, nyugodt folyó (La vie est un long fleuve tranquille); Mavial doktor
- 1988: Forma-1 (Formule 1); tévésorozat; Joseph Sinclair
- 1988: Egy elkényeztetett gyermek utazása (Itinéraire d’un enfant gâté); Pierrot Duvivier
- 1989: Condorcet; D’Alembert
- 1989–1990: A Guldenburgok öröksége (Das Erbe der Guldenburgs); tévésorozat; Gregor Baschkurin
- 1990: Mr. Gonosz (Mister Frost); Simon Scolari
- 1991: Irán: A krízis napjai (L’Amérique en otage); tévéfilm; a Sah
- 1987–1992: Marc és Sophie (Marc et Sophie); tévésorozat; Edmond
- 1992: Les eaux dormantes; Nedelec doktor
- 1993: Rajta, fiatalok! (Roulez jeunesse!); Jean Moulinier
- 1994: A félelem városa (La cité de la peur); Mireille úr, mozigépész
- 1995: Maigret; tévésorozat; „Maigret és a gyertyaárus” epizód; Nicolas atya
- 1986: Kísértet sofőrrel (Fantôme avec chauffeur); embercsempész
- 1996: Les Bidochon; Bidochon atya
- 1996: Aranyásók Alaszkában (Chercheurs d’or); tévé-minisorozat; Wildwater Bill
- 1997: Obsession; Xavier Favre
- 1994–1999: Madame le proviseur; tévésorozat; Charles
- 2000: Gyilkos gyógyszerek (Gyilkos gyógyszerek); tévéfilm; Delaroche professzor

Forgatókönyvíró, rendező
- 1953: Les dents longues (rendező is)
- 2002: Les Feux de la rampe; tévésorozat (forgatókönyvíró)